# Levetiracetam
Levetiracetamul (denumirea comercială Keppra) este un medicament antiepileptic, fiind folosit în tratamentul unor tipuri de epilepsiei. Este folosit pentru crizele convulsive parțiale și în crizele mioclonice sau tonico-clonice. Mai poate fi folosit ca și tratament adjuvant asociat cu alte medicamente antiepileptice.
Levetiracetam este administrat oral și se întâlnește în două forme: comprimate filmate cu eliberare imediată sau cu eliberare prelungită.